# Piotr Kirpluk
Piotr Kirpluk (ur. 16 stycznia 1931 w Idołcie, zm. po 1978) – polski dyplomata, konsul generalny w Kurytybie (1976–1978).

## Życiorys
W 1951 rozpoczął studia na Wydziale Dyplomatyczno–Konsularnym Szkoły Głównej Służby Zagranicznej w Warszawie, uzyskując dyplom I stopnia w 1954. W latach 1955–1958 kontynuował studia II stopnia, zakończone tytułem magistra prawa morskiego. W 1973 ukończył Podyplomowe Studium Międzynarodowych Stosunków Gospodarczych na Wydziale Handlu Zagranicznego Szkoły Głównej Planowania i Statystyki, a w 1975 Podyplomowe Studium Służby Zagranicznej na Wydziale Nauk Społecznych Wyższej Szkole Nauk Społecznych przy KC PZPR w Warszawie.
W grudniu 1954 skierowano go do Ministerstwa Spraw Zagranicznych (MSZ), na stanowisko referendarza w pionie konsularnym. Od czerwca 1956 do lutego 1957 referendarz, a następnie attaché konsularny w Konsulacie PRL w Kijowie. Przez kolejne dwa lata starszy radca w centrali MSZ. Od lutego 1959 attaché konsularny w Konsulacie Generalnym PRL w São Paulo, a w latach 1962–1964 wicekonsul w Konsulacie PRL w Porto Alegre. Następnie starszy radca w Departamencie Konsularnym MSZ. Od marca 1967 do marca 1971 pracował jako II sekretarz – kierownik Wydziału Konsularnego Ambasady PRL w Hadze. Po powrocie z placówki był starszym radcą oraz starszym ekspertem, a od marca 1974 naczelnikiem wydziału w Departamencie Konsularnym MSZ. W sierpniu 1975 został mianowany radcą ministra. Od 24 maja 1976 do 1978 pełnił funkcję Konsula Generalnego PRL w Kurytybie.
2 lutego 1961 został członkiem Polskiej Zjednoczonej Partii Robotniczej. W ramach struktur partyjnych pełnił funkcje członka egzekutywy (1972–1974) oraz I sekretarza (1973–1974) Oddziałowej Organizacji Partyjnej nr V przy MSZ.
Syn Genowefy i Józefa. Ojciec dwójki dzieci.